# モートン伯爵
モートン伯爵（英語: Earl of Morton）は、スコットランド貴族の伯爵位。
ジェイムズ・ダグラスが1458年に叙されたのに始まる。

## 歴史

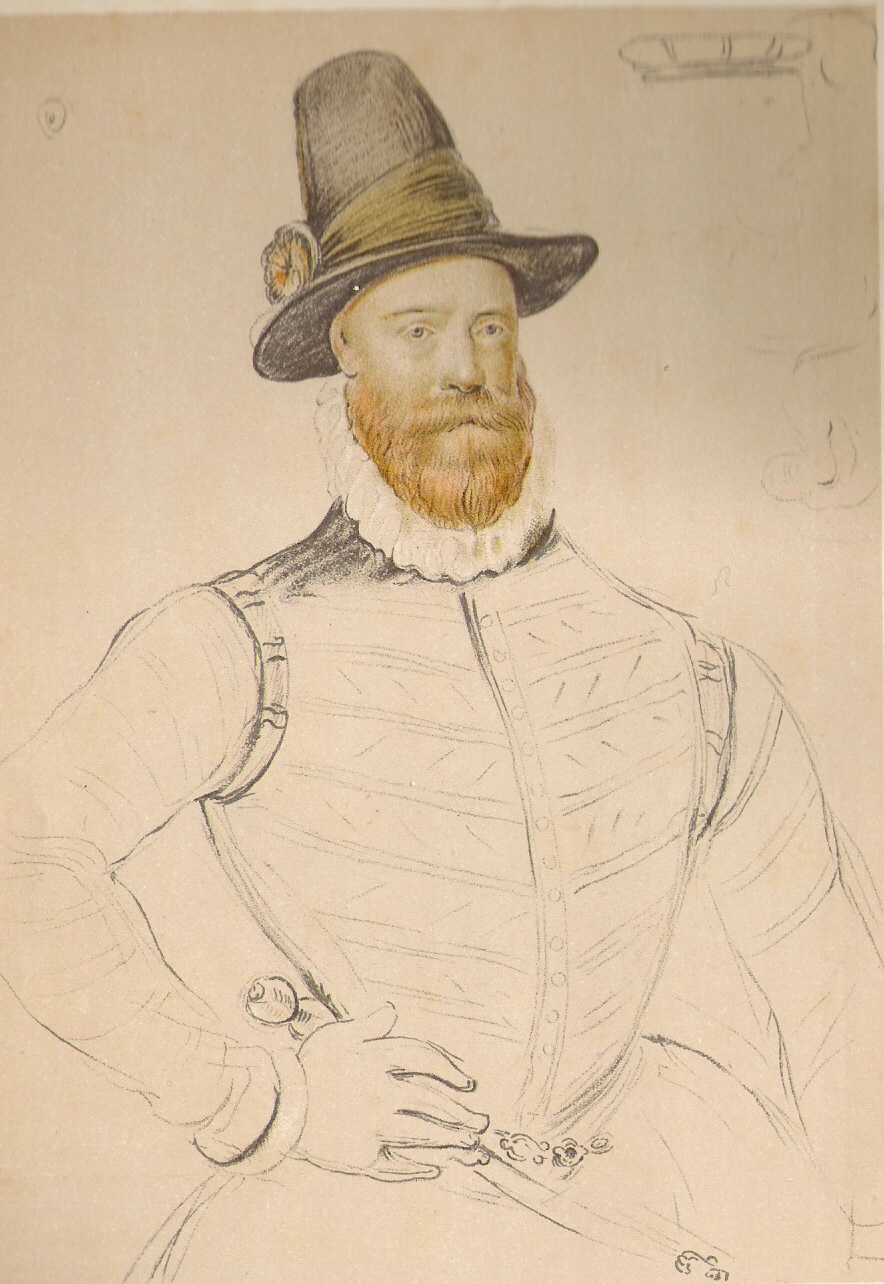
第4代モートン伯ジェイムズ・ダグラス（アーノルド・ブロンコスト画）

モートン伯爵に叙されるダルキースのダグラス家は、ダグラス家の祖ウィリアム・ダグラス(1174-1213)の子アンドリュー(1213-1240)の長男アンドリュー(1240以前-1259)の末裔である（一方ダグラス伯爵ダグラス家やアンガス伯爵ダグラス家は次男ウィリアム(1240-1274)の末裔である）。
ダルキースのダグラス家当主ジェイムズ・ダグラス(1372以後-1441以前)は、ダルキース卿というスコットランド貴族に叙されたとされるが、その明確な証拠はない。
その孫であるジェイムズ・ダグラス(-1493)は、1458年3月14日にスコットランド貴族のモートン伯爵に叙せられた。
3代伯ジェイムズ・ダグラス(-1548)の死去で一時保持者不在になったが、娘婿でアンガス伯ダグラス家の出身のジェイムズ・ダグラス(4代伯)(1516頃–1581)への継承が認められて存続した。この4代伯はプロテスタントの貴族として名を馳せ、ジェイムズ6世の摂政として権勢をふるったが、カトリック貴族の初代レノックス公爵エズメ・ステュワートの奸計により王配ダーンリー卿ヘンリー・ステュワート暗殺の罪を着せられて1581年6月2日に処刑されている。
爵位も接収され、1581年11月29日には3代伯の娘婿にあたる8代マクスウェル卿ジョン・マクスウェルが新規にモートン伯爵に叙されたが、1586年1月29日には4代伯の甥にあたる8代アンガス伯アーチボルド・ダグラスに5代モートン伯位の継承が認められた。
5代伯が子供無く死去すると初代伯の高祖父に遡っての分流ウィリアム・ダグラス(6代伯)(1540–1606)に継承された。
7代伯ウィリアム・ダグラス(1582–1648)は、1630年から1636年にかけてスコットランド大蔵卿を務めた。
1708年のイングランドとスコットランドの連合後もモートン伯爵家はモートン伯爵位のみしか有さなかったため、原則としてイギリス貴族院に議席を持たなかった。しかし歴代当主のほとんどはスコットランド貴族の貴族代表議員として貴族院議員に就任している。13代伯ジョージ・ダグラス(1662–1738)（在職1730年-1738年）、14代伯ジェイムズ・ダグラス(1703頃–1768)（在職1739年-1768年）、16代伯ジョージ・ダグラス(1761–1827)（在職1784年-1790年）、17代伯ジョージ・ショルト・ダグラス(1789–1858)（在職1828年-1858年）、18代伯ショルト・ダグラス(1818–1884)（在職1859年-1884年）、19代伯ショルト・ダグラス(1844–1935)（在職1886年-1935年）が貴族代表議員に選出されている。
14代伯、15代伯ショルト・チャールズ・ダグラス(1732–1774)、16代伯の3代は、フリーメイソンのスコットランド・グランドロッジで最高指導者グランドマスターを務めている。
2016年現在の当主は22代伯ジョン・ダグラス(1952-)である。現当主の保有爵位はモートン伯爵位しかないが、爵位の法定推定相続人は伯爵家の所有地の一つに由来するアバーダー卿(Lord Aberdour)を称する。
現在の邸宅はミッドロージアンにあるオールド・マンション・ハウス(Old Mansion House)である。かつてはファイフのアバーダー城やミッドロージアンのダルキース・ハウス、エディンバラのダルマホイ、パース・アンド・キンロスのロッチ・リーヴェン城、ダンフリーズ・アンド・ガロウェイのモートン城などを所有していた。

## モートン伯 (1458年)
- 初代モートン伯ジェイムズ・ダグラス（英語版） (1426-1493)
- 2代モートン伯ジョン・ダグラス（英語版） (-1513)
- 3代モートン伯ジェイムズ・ダグラス（英語版） (-1548) 
  - 1548年に保持者不在(abeyance)
- 4代モートン伯ジェイムズ・ダグラス (1516頃–1581) 
  - 1564年に保持者不在終了, 1581年に私権剥奪
- 5代モートン伯・8代アンガス伯アーチボルド・ダグラス（英語版） (1555頃–1588)
  - 1586年に爵位回復
- 6代モートン伯ウィリアム・ダグラス（英語版） (1540–1606)
- 7代モートン伯ウィリアム・ダグラス（英語版） (1582–1648)
- 8代モートン伯ロバート・ダグラス（英語版） (-1649)
- 9代モートン伯ウィリアム・ダグラス (-1681)
- 10代モートン伯ジェイムズ・ダグラス (-1686)
- 11代モートン伯ジェイムズ・ダグラス (-1715)
- 12代モートン伯ロバート・ダグラス (-1730)
- 13代モートン伯ジョージ・ダグラス (1662–1738)
- 14代モートン伯ジェイムズ・ダグラス (1703頃–1768)
- 15代モートン伯ショルト・チャールズ・ダグラス (1732–1774)
- 16代モートン伯ジョージ・ダグラス (1761–1827)
- 17代モートン伯ジョージ・ショルト・ダグラス (1789–1858)
- 18代モートン伯ショルト・ジョン・ダグラス（英語版） (1818–1884)
- 19代モートン伯ショルト・ジョージ・ダグラス（英語版） (1844–1935)
- 20代モートン伯ショルト・チャールズ・ジョン・ヘイ・ダグラス（英語版） (1907–1976)
- 21代モートン伯ジョン・チャールズ・ショルト・ダグラス（英語版） (1927-2016)
- 22代モートン伯ジョン・ステュワート・ショルト・ダグラス（英語版） (1952-)
  - 法定推定相続人は現当主の長男アバーダー卿(儀礼称号)ジョン・デーヴィット・ショルト・ダグラス (1986-)